# Kings-Sud
Circonscription électorale provinciale du Canada
Kings-Sud est une circonscription électorale provinciale de la province canadienne de la Nouvelle-Écosse, afin d'élire un seul député à la Chambre d'Assemblée. 

## Liste des députés
|  | Edward Haliburton    | Progressiste-conservateur | 1956 - 1960 |
|  | Edward Haliburton    | Progressiste-conservateur | 1960 - 1963 |
|  | Edward Haliburton    | Progressiste-conservateur | 1963 - 1967 |
|  | Edward Haliburton    | Progressiste-conservateur | 1967 - 1970 |
|  | Harry How            | Progressiste-conservateur | 1970 - 1974 |
|  | Harry How            | Progressiste-conservateur | 1974 - 1978 |
|  | Harry How            | Progressiste-conservateur | 1978 - 1981 |
|  | Harry How            | Progressiste-conservateur | 1981 - 1984 |
|  | Paul Kinsman         | Progressiste-conservateur | 1984        |
|  | Bob Levy             | NPD                       | 1984 - 1988 |
|  | Derrick Kimball (en) | Progressiste-conservateur | 1988 - 1993 |
|  | Robbie Harrison (en) | Libéral                   | 1993 - 1998 |
|  | Robbie Harrison (en) | Libéral                   | 1998 - 1999 |
|  | David Morse (en)     | Progressiste-conservateur | 1999 - 2003 |
|  | David Morse (en)     | Progressiste-conservateur | 2003 - 2006 |
|  | David Morse (en)     | Progressiste-conservateur | 2006 - 2009 |
|  | Ramona Jennex (en)   | NPD                       | 2009 - 2013 |
|  | Keith Irving         | Libéral                   | Depuis 2013 |